# Bert Williams
Egbert Austin Williams, detto Bert (Nassau, 12 novembre 1874 – New York, 4 marzo 1922), è stato un attore e regista statunitense di teatro e cinema.
È stato uno dei maggiori intrattenitori neri della propria epoca e uno degli attori comici più apprezzati dal pubblico del proprio tempo.
Spesso attore in Blackface nei Minstrel show, allora molto popolari, è stato di gran lunga l'artista nero che ha venduto più incisioni su disco prima del 1920. Nella sua carriera, si trovò a lavorare anche con William Nicholas Selig, un performer e mago, che diventerà uno dei nomi di punta, qualche tempo dopo, della neonata industria cinematografica.
Williams è un personaggio chiave nello sviluppo della musica afroamericana. In un'epoca in cui l'ineguaglianza e gli stereotipi razzisti erano comunemente accettati come parte della vita quotidiana, fu il primo Nero ad interpretare ruoli principali sui palcoscenici di Broadway.
L'attore W.C. Fields, che comparve in produzioni con Williams, lo descrisse come "l'uomo più divertente che io abbia mai visto – e l'uomo più triste che io abbia mai conosciuto."

## Filmografia

### Attore
- Lime Kiln Club Field Day, regia di T. Hayes Hunter e Edwin Middleton (1913)
- A Natural Born Gambler, regia di Bert Williams (1916)
- Fish, regia di Bert Williams (1916)

### Film o documentari dove appare Bert Williams
- Actors' Fund Field Day - sé stesso cameo (1910)
- Darktown Jubilee sé stesso (1914)
- Black Shadows on the Silver Screen
- The Great Standups
- Mo' Funny: Black Comedy in America
- American MastersI'll Make Me a World
- Bamboozled, regia di Spike Lee - documenti d'archivio (2000)
- Broadway: The American Musical

### Regista
- A Natural Born Gambler (anche produttore e sceneggiatore)  (1916)
- Fish (anche produttore) (1916)

## Spettacoli teatrali (parziale)
- Ziegfeld Follies of 1912
- Ziegfeld Follies of 1915, prodotto da Florenz Ziegfeld, Jr. (Broadway, 21 giugno 1915)
- Ziegfeld Follies of 1916, prodotto da Florenz Ziegfeld, Jr. (Broadway, 12 giugno 1916-16 settembre 1916)
- Ziegfeld Follies of 1917 (Broadway, 12 giugno 1917)
- Ziegfeld Follies of 1919 (Broadway, 16 giugno 1919)